# ノブナガ・ザ・フール
『ノブナガ・ザ・フール』（NOBUNAGA THE FOOL）は、アニメ監督の河森正治が手がけるSF戦国作品。ライブエンターテインメント企画、多次元プロジェクト"The Fool"の第1回作品。2013年12月より3回の舞台公演および、2014年1月から6月までテレビ東京ほかにて、SATELIGHT制作によるテレビアニメが放送された。

## 概要
異なる文化を持つ「西の星」と「東の星」という二重惑星を舞台にした戦乱の時代に、織田信長やジャンヌ・ダルク、レオナルド・ダ・ヴィンチといった歴史上の人物をモチーフとしたキャラクターたちが活躍する作品。合戦兵器として、「イクサヨロイ」と呼ばれる巨大ロボットも登場する。
2013年3月の東京国際アニメフェア2013にて"The Fool"プロジェクトの概要が発表された後、舞台公演とテレビアニメ放送の同時展開が発表された。他には角川ニコニコエースにてウェブコミック、舞台公式サイトにてイントロダクションノベルが掲載されている。河森は近年の『マクロスF』（2008年）や『AKB0048』（2012年 - 2013年）で作品作りにライブ感覚を取り入れており、企画から2年半を要した本作は二次元（アニメ）と三次元（演劇）の枠を越えるエンターテインメントに挑戦する。元々は同時期に複数の企画を進めていたものを、1つの世界観からバリエーション展開を拡げる形にしたという。
タイトルの「ザ・フール」には信長の通称である「うつけ者」と、タロットカードの「愚者」（The Fool）という意味合いがある。テレビアニメの各話サブタイトルにはカードの名が付いており、ストーリー構成の基本は実際にタロットカードを引いて決めたという。
『緋色の欠片』シリーズや『薄桜鬼』シリーズなどのゲームでイラストを担当したカズキヨネがキャラクターデザインを、テレビアニメではカズキの原案を元にサテライト所属で『マクロスF』などにも関わってきた丸藤広貴がアニメーションキャラクターデザインをそれぞれ担当している。メカニックデザインは河森がイクサヨロイのコンセプトデザインを確立し、同じくサテライト所属のブリュネ・スタニスラス、池田幸雄らが機体バリエーションを担当する。

## ストーリー
宇宙が混沌としていたある時代、「西の星」と「東の星」という2つの星があった。西の星は単一国家として絶対王のアーサーに統治されているが、東の星はまだ小国の群雄割拠が続く戦乱の世が続いていた。
西の星のドンレミ村に住む少女、ジャンヌ・カグヤ・ダルクは炎の中で果てる女と男の夢を見た。ジャンヌはこれまでにも何度も同じような夢を見ており、近隣の住民からは「悪魔憑き」というあだ名を付けられていた。その噂を知った学者のレオナルド・ダ・ヴィンチは、ジャンヌの夢の意味を確かめるため、彼女を伴って船乗りのマゼランが持つ星船を奪い、東の星へ旅立つ。その頃、東の星にあるオワリの国オダ家の嫡男であるオダ・ノブナガは大うつけとして知られており、親友のアケチ・ミツヒデや家臣トヨトミ・ヒデヨシと共に、気ままに生きていた。ある日、カイ国がイクサヨロイの軍勢を率いてオダの砦へ向かうのを目にしたノブナガは、戦の変革が訪れることを感じ、ミツヒデやヒデヨシと共に新たな時代を作ると誓い合う。その直後、西の星からの星船が近くへ墜落する。星船へ駆け寄ったノブナガは、ジャンヌと大イクサヨロイを発見すると、躊躇せずその大イクサヨロイの操演者となり、西の星からの追手を蹴散らす。そしてダ・ヴィンチから献上されたその大イクサヨロイは、「ザ・フール」と名付けられた。
「ザ・フール」を得たノブナガだが、タケダ・シンゲン率いるタケダ家の軍勢がオダ家に攻め入る。シンゲンの大イクサヨロイに悪戦苦闘するノブナガの前に突然ヤマタイ国の女王ヒミコが現れ、自らとの結婚を条件に、ザ・フールへ雷の神器を授けた。ノブナガはその力でシンゲンを退け、ヒミコとの「婚約式」を執り行う。間もなく、タケダ家の軍勢が再びオダ家を襲う。その最中に西の星からやって来たガイウス・ユリウス・カエサルがタケダ家の援軍として参戦。カエサルが原因で、オダ家当主のオダ・ノブヒデが戦死してしまう。そしてオダ家の内部では以前から燻っていた後継者争いが再発。ノブナガの弟であるオダ・ノブカツを後継者にしようとする一派がノブナガの命を狙う。
ミツヒデは、穏健派のノブカツの治世では国を守れぬと判断し、銃で彼を暗殺する。同じ頃、ノブナガも暗殺者に狙われ彼を庇ったヒミコが凶弾に倒れるも、後に一命を取り留めた。一連の事件後にノブナガは家中をまとめてオダ家の当主となり、暗殺犯の情報を得ようとタケダ家の陣を訪れる。その後のシンゲンとの一騎討ちに勝利するが、シンゲンはカエサルの闇討ちで殺害された上に、カエサルは全てノブナガの仕業だとタケダ軍内に喧伝し、自らが仇討ちを果たすと宣言。さらにエチゴ国のウエスギ・ケンシンとも同盟を結ぶ。
ジャンヌ専用の大イクサヨロイ「オルレアン」が完成し、交易地のタカマガハラに潜入してヒデヨシの大イクサヨロイ「ゴ・クウ」をも手に入れたノブナガとオダ家は着々と戦力を増強していた。しかし、まだまだ戦に不慣れな彼らを今のうちに討とうと、ついにカエサルが大軍を率いてオダ家へ侵攻する。策を用いて3機の大イクサヨロイでカエサルを追い詰めるノブナガだったが、カエサルの想いに応えた東の星の龍脈が彼に新たな武器を顕現させ、その攻撃の余波でオダ家の領地は大被害を受ける。窮地に陥ったノブナガはカエサルと一時休戦すべく、彼を茶会へ招待する。
茶会にて互いの情報を話し合い、ノブナガの妹であるイチヒメを貰い受けることを条件にカエサルはノブナガと同盟を結ぶ。一方、イチヒメを奪われたミツヒデは憤りを感じていた。戦が終わり訪れた平穏は一時的なものに過ぎず、カエサルの行動に業を煮やした西の星は刺客としてハンニバル・バルカとシャルルマーニュの二人を東の星へ送り込む。彼らの神器を使った怒涛の攻撃に苦戦するノブナガだが、イチヒメから叱咤されて西の星を裏切ったカエサル、さらに彼と同盟を結んでいたケンシンがその場に参戦し、ハンニバルらを退けた。しかし、ジャンヌが西の星へと連れ去られてしまう。
ジャンヌを救出すべく、ノブナガやカエサルたちは新たに星の海を渡れるようになったヒミコの「アヅチ」に乗り、西の星へ向かう。ジャンヌは天啓の力を狙うチェーザレ・ボルジアやニッコロ・マキャベリの拷問を受け処刑されそうになるが、アヅチが西の星へ到着し、ノブナガの救援で彼女は助け出される。そして彼女の故郷であるドンレミ村の地下で、二つの星を繋ぐ古代文明の移動装置「アマノハシダテ」が発見されアヅチは東の星へ帰還するも、直前の出来事でミツヒデとカエサルが西の星へ取り残されてしまった。
東の星の聖地・ヨモツヒラサカへ到着したアヅチ。ヒミコは昔の思い出を懐かしんでいた。一方、西の星を統べるアーサーは最強の将であるアレクサンダーを東の星へ遠征させる。彼がチャンドラ・グプタや多数の兵を率いて出発する中、捕われていたミツヒデは何者かの手で助け出され、西の星の艦艇に忍び込み東の星へ戻ることに成功する。東の星へ降り立った西の星の軍勢はすぐさま侵攻を始め、アレクサンダーの圧倒的な力の前にノブナガやケンシンは敗北。ヒデヨシも重傷を負ってしまう。
ノブナガは新たな力を手に入れるためヨモツヒラサカを訪れ、その身に龍を宿す。アレクサンダーの方では東の星の龍脈を支配すべく行動を起こしていたが、結界が発動し龍脈の供給が停止する。一方、西の星に残っていたカエサルは面会を果たしたアーサーの言葉に感銘し、東の星のアマノハシダテを起動。アーサーの空中神殿、パレ・ナトゥーラが東の星へ出現する。ノブナガと再び会ったカエサルは和平交渉を行うが、ノブナガはそれを拒絶。カエサルの心変わりに驚くイチヒメを連れ去った彼は、ノブナガとの一騎討ちの末に彼女と分かり合うが、突如ネルとビアンキの双子の襲撃を受け、カエサルとイチヒメは命を落とした。
ミツヒデはジャンヌが見たノブナガが「破壊王」という天啓や、一連の悲劇からノブナガに対し疑念を深めていた。また、アーサーは生きる屍「ペルフェクタ」を使ってでも神器の有資格者を集め、聖杯をこの地に出現させようとしていた。悩むミツヒデは答えを得るべく、一人アーサーと面会する。そしてアーサーが見せた父・ミツツナの顔を目撃し彼の言葉を聞いたミツヒデは、ついにノブナガを裏切り、アーサーに恭順するのだった。
聖杯の発動を防ぐため、ノブナガやジャンヌ、そして体の半分を機械化して復活したヒデヨシはアヅチを使い、パレ・ナトゥーラへの突入を企む。しかし、度重なる能力の消耗でヒミコの体には限界が訪れていた。ヒデヨシの叱咤を受けたノブナガは彼女を戦いには行かせず、3機の大イクサヨロイのみで出陣する。ケンシンも参戦し、アレクサンダーやペルフェクタが乗る大イクサヨロイを主体とする西の星の大軍勢と戦うノブナガたちだが、次第に劣勢となる。状況を察知したヒミコは、側近の制止を振り切りアヅチで出撃。ノブナガとジャンヌをパレ・ナトゥーラへ送り届けた後、ノブナガの腕の中でその短い生涯を終えた。
パレ・ナトゥーラの中でノブナガはミツヒデと対峙する。ミツヒデはジャンヌにアーサーこそが救星王だと宣言させ、有資格者も揃ったアーサーはついに聖杯を出現させる。ノブナガはアーサーと出会うが、彼の創造する戦の無い新世界が自分の望まないものだと察し、アーサーと決別。アレクサンダーと最後の激戦を繰り広げる。一方、ミツヒデはノブナガに剣を向けることをヒデヨシに咎められるが、龍と化して戦場を暴れ回り、人々を飲み込んでいくザ・フールを見て、アーサーの意思とは別に、自らの意志でノブナガを討つ決意を強くする。
ノブナガとアレクサンダーの戦闘に巻き込まれたアーサーは死亡し、パレ・ナトゥーラも崩壊。戦場は混沌の渦となる。もはや相容れないと分かったノブナガとミツヒデは互いに刀を抜き、ジャンヌの側で決闘を始める。ダ・ヴィンチはそのような中でも救星王や有資格者を描いた「最後の晩餐」の絵を仕上げていたが、ノブナガこそがこの世に乱をもたらす「ユダ」であり、ミツヒデがそれを止める救星王だったことを知り驚愕。自らの未熟さを恥じながら炎の中へと消える。そしてノブナガはミツヒデに敗れ、その場に倒れた。傷を負いながらも後のことをミツヒデに託したノブナガは、乱を望む自分はもはやこの世界には必要とされないことを悟り、乱のある世界への転生を願ってジャンヌと共に光となり姿を消した。
時は流れ現代。美術館にはノブナガたちが描かれたあの「最後の晩餐」の絵画が飾られていた。物語はそこでノブナガとジャンヌに似た青年と少女が出会う場面で幕を閉じる。

## 登場人物

### 主要人物
オダ・ノブナガ
声 - 宮野真守（幼年期 - 内山夕実） / 演 - 加藤靖久
本作の主人公。オワリ国オダ家の嫡男。17歳。奔放で常識外れな生き方ゆえに周りから「うつけ者」と呼ばれているが、物事の器を見極める目を持っている。そのため、ミツヒデとヒデヨシ、イチヒメからは信頼されている。イクサヨロイの戦闘を目の当たりにしたことで、時代の変革が訪れると確信を得た後、偶然発見したザ・フールの操演者となる。そこで出会ったジャンヌとダ・ヴィンチを連れ、オダ家へと戻る。ノブナガの評価に対するタロットは「魔術師の逆位置」。円卓の同志からは「破壊王」と呼ばれる。
父・ノブヒデや家臣団からは良い印象をもたれておらず、父の戦死・葬儀後に暗殺されかかるも、ヒミコに庇われ命を救われる。ノブカツの死やカエサルとタケダ、ウエスギの同盟を受けて、オダ家の当主となり国をまとめることに成功する。カエサルとの決戦では、茶会という奇策で一時休戦し、彼と同盟を締結する。東の星へやって来たアレクサンダーとの初戦では彼の前に完膚なきまでに敗北し、力の差を思い知らされた。自分の弱さを強く実感し、龍脈の力を手に入れるため、聖地のヨモツヒラサカへと籠り、その身に龍を宿すことに成功する。イチヒメの死にはさすがに堪えた様で、苦悩している所をジャンヌに慰められている。また、ヒミコの体調悪化にはヒデヨシに指摘されて初めて気付いており、パレ・ナトゥーラの中で彼女の最期を看取った。
最終話にてアーサーと対面して彼の素顔を見抜き、互いの主張は相容れないと理解する。そして傷ついたジャンヌを守りながら神器の力で龍と化したザ・フールに乗り、アレクサンダーと最後の激戦を行う。彼との戦闘後も破壊の限りを尽し、数多くの人々を飲み込む姿を見たミツヒデと対峙。剣を交えた末に敗北し重傷を負う。しかし、実際にはイクサヨロイや兵士など、戦を生む力を喰らっていただけで、飲まれた人々は龍の体内で保護され無事であった。自分は「乱が好きだから」と言うほど戦好きであり、この世界には自分の居場所は無く必要されないことを察し、ミツヒデに全てを託して乱のある世界への転生を望みながらジャンヌと共に光となって消えていった。
ジャンヌ・カグヤ・ダルク
声 - 日笠陽子 / 演 - 川上愛
本作のヒロイン。15歳。西の星のドンレミ村生まれだが、村では「悪魔憑き」と呼ばれ忌み嫌われていた。いつからか不思議な映像を見る力「天啓」に目覚めており、夢で世界を救う救星王の出現を予見したことから、ダ・ヴィンチと共に東の星へ向かう。ミドルネームの「カグヤ」は星を渡る民の意味を持つ。不時着した場所で出会ったノブナガのことを、予言に登場する救星王と見る。オダ家内では動きやすいように男装してモリ・ランマルを名乗るが、男装といっても長い金髪を結わえてポニーテールへ変え、巨乳をさらしで押さえつけた程度に過ぎないため、ヒミコやイチヒメには女だと看破されている。その後はノブカツから「兄の支えになってほしい」と頼まれ、ノブナガと行動を共にする。
個人的に光の神器を所持しており、自身専用の大イクサヨロイ「オルレアン」を手に入れた後にそれを装備する。ハンニバルとシャルルマーニュがオダ家へ攻め入った時にハンニバルに捕われ、西の星へ連れ去られてしまい、拷問を受け処刑されそうになるも、救出にきたノブナガに助けられた。それ以降は天啓にどんなビジョンが映ろうとも全て受け入れ、全力でノブナガの支えになると誓う。なお、東の星へ戻ってからは男装を止め、元の姿に戻っている。ノブナガと共にアーサーのいるパレ・ナトゥーラへ乗り込んだ際、チェーザレに撃たれ瀕死となる。ノブナガがミツヒデに敗れた後も愛する人として彼の側に寄り添い、一緒に光となって消えていった。
アケチ・ミツヒデ
声 - 櫻井孝宏 / 演 - 志村朋春
オダ家の軍師であり、ノブナガの親友。19歳。ノブナガとは互いに「ノブ」、「ミツ」と呼びあう仲。ノブヒデや家臣団との軍議・交渉事を担っている。ノブナガが家臣団から疎まれていることを察知し、あえて彼にしびれ薬の入った杯を飲ませ、状況の打開を図るなど策士でもある。配下にアケチ忍軍を召し抱えており、偵察や戦闘などを行わせている。
ノブヒデの死後、当主の座に就くことを決意したノブカツに対し、この戦乱の世に彼ではオダ家を統治できないと判断。ノブカツを銃で暗殺する。ノブカツを殺したことは悔やんでいるものの、全てノブナガのためにと強い信念を持って行動している。イチヒメに対しては好意を抱いていたが、奥手な性格や立場関係から自ら身を引く。しかし、彼女がカエサルの下へ行って以降はカエサルに対し嫉妬を露わにしている。ジャンヌ救出に西の星へ向かった際、カエサルと共に西の星に取り残されてしまうが、ネルとビアンキの手で助け出され、遠征する艦隊に紛れ込み、東の星へ帰還した。イチヒメの死を受け、ノブナガが破壊王ではないかと段々と疑念を深めていく。
第22話にて一人でアーサーに会いに出かけ、面会の末に彼に忠誠を誓う。そしてパレ・ナトゥーラへやって来たノブナガとジャンヌの前に現れ、過去のノブカツの殺害を暴露。ジャンヌにアーサーこそ救星王だと宣言させる。ノブナガの破壊行為を見て「敵は本能寺にあり」と述べ、アーサーの意思とは別に、自分の意志でノブナガを討つべく刀を抜き彼と対峙。剣戟の末についにノブナガを打ち倒す。しかし、ノブナガが人々を助けていた真意を知り、彼からこの後の世界を託され自分が望むものは平和だと確信。消えるノブナガとジャンヌを見送った。
トヨトミ・ヒデヨシ
声 - 梶裕貴 / 演 - 安達勇人
オダ家の家臣。16歳。女好きで銭にうるさく、ジャンヌに出会って早々から並々ならぬ興味を示したり、ノブナガとヒミコの婚約披露時に旅人から見物料を徴収するなど、抜け目ない。また、ダ・ヴィンチのトレーラーを乗車してまもなく運転するなど、機械技術の飲み込みにも長けている。面倒見も良く、たまに領民の子供達へ施しを行っている。タカマガハラでの大イクサヨロイ強奪作戦にて自身専用の大イクサヨロイ「ゴ・クウ」を手に入れる。
過去にオダ家に取り立てられる年貢・貧困から妹のアサヒを亡くしている。それゆえ当初はオダ家を憎んでおり、オダ家の家臣となったのも「ノブナガが情けない姿を晒すなら自分の手で殺す」という目的があってのことだった。しかし、ノブナガには当初からそれを見抜かれており、現在はノブナガの天地統一を心から応援している。それ故、ミツヒデから「自分がノブカツを暗殺した」と告白された時には「もしお前がやらなかったら、俺がやっていたかもしれない」と、ミツヒデを擁護した。アレクサンダーとノブナガとの戦闘にて、ノブナガが離脱する時間を稼ぐために戦場に出るが、アレクサンダーに乗機を破壊され、左腕・左足を失う瀕死の重傷を負う。しかし、その後にヒミコの治療を受け、失った部位は小型化したクオンタムコンデンサーを移植し、機械化することで復活した。そのため、ヒミコに対しては深い恩を感じており、彼女の死には涙した。その後、ノブナガを討とうとするミツヒデを見つけ彼を止めるべく戦うが、足場が崩れた際にミツヒデを助け怪我を負う。そしてノブナガとジャンヌが消えていった後、チャチャやハツ、ゴウ達とミツヒデを出迎えた。
レオナルド・ダ・ヴィンチ
声 - 杉田智和
西の星でも有名な科学者にして芸術家。38歳。「ザ・フール」の開発者でもある。ジャンヌと共に、マゼランの艦からザ・フールを載せた降下ユニットを奪い、オダ家の領地へ着陸。そこで出会ったノブナガにザ・フールを進呈した。そのため、西の星からは追われる身となる。懐にタロットを入れて持ち歩いており、よく疑問や悩みを持つ人物にをそれを差し出し、答えや今後の展開を占う（なお、タロットを引くには何らかの「資格」が必要であり、資格が無い者は全く引くことが出来ない）。
かねてより神器を発動させる器としての大イクサヨロイの開発は重要だと考え、神器が引き起こす様々な力とその現象の解明を目的としている。ノブナガ達へは神器の力は操る者の意思に強く関係しているのではないかと持論を述べている。
救星王や有資格者を描いた「最後の晩餐」の絵を描いており、最終話にて崩壊が進む城内でついにそれを完成させる。しかし、彼が救星王だと思い込んでいたノブナガは「ユダ」であり、ミツヒデこそが救星王であった（ミツヒデは神器を使えないのではなく、止める者だった）。過ちに気付き、自分もまだまだだと呟いた後にタロットを「彼らの魂は自身の紛い物の絵画に閉じ込めてよいものではない」と述べて空へばら撒く。直後、足元が崩れ燃え盛る穴へ落下していった。

### 東の星

#### オワリ国
イチヒメ
声 - 茅原実里 / 演 - 安宅陽子
ノブナガの妹。16歳。一人で歌っていることが多い。兄・ノブナガを尊敬しており、天賦の才があると信じている。ノブナガとの関係に対するタロットは「恋人の正位置」。ノブナガがオダ家をまとめあげた際、オダ家の家宝であるノブヒデの無有の碗を彼に渡した。ノブナガが開いた茶会にて、オダ家との同盟の代わりにカエサルの妃になることを了承する（ミツヒデとは両想いだが、オダ家や領民のため、東の星の平安のために決断した）。その後、ミツヒデに自分にもしものことがあれば菩提寺に弔ってほしいと櫛を託す。
それ以降はカエサルの側にいながら彼の人となりを理解していくが、西の星へ取り残され再び戻って来たカエサルが以前と変貌していたことに驚きを覚える。真意を問いただそうとカエサルの下に向かうが、逆に捕まってしまう。それでも彼のために説得を行い、ノブナガにカエサルが敗れた後にようやく分かり合うも、突如ネルとビアンキの襲撃を受け、槍で体を貫かれる。最期は同じく致命傷を負っていたカエサルを看取り、自身もその場で息を引き取った。
オダ・ノブカツ
声 - 島﨑信長
ノブナガの弟。13歳。次期当主の座に付いている。兄を心から尊敬しており、ランマル（ジャンヌ）に支えになってほしいと頼み込む。ノブヒデの死後、織田家をまとめるため家督を継ぐことを決意したが、ミツヒデの手で暗殺される。
漫画版ではアニメとは異なり、死亡はしない。
オダ・ノブヒデ
声 - 家中宏
ノブナガとノブカツの父。オダ家の当主。47歳。ノブナガの奔放さに手を焼いている。タケダ軍の侵攻に際し、自身のイクサヨロイ「摩利支天」に乗り出陣するが、突如戦場に現れたカエサルからオダ家を守るために吶喊し、重傷を負う。その後、ノブナガや家臣団の前で息を引き取った。ノブナガを自身の若い頃に似ていると評し、決して敵意を抱いてはいなかったことが分かる。
シバタ・カツイエ
声 - 間宮康弘
オダ家の家臣。ノブカツを敬っており、ノブナガをうつけ者と馬鹿にしている。ヒデサダと結託し、ノブナガ暗殺の計を張り巡らせる。ノブヒデ、ノブカツの死やカエサルとタケダ・ウエスギの同盟を受けてようやくノブナガを新当主と受け入れる。カエサルが大軍でオダ家に侵攻した際に討死する。
ハヤシ・ヒデサダ
声 - 松本忍
オダ家の家臣。カツイエと同じくノブカツを敬っており、ノブナガを死しても構わないと疎んじ、カツイエと共に幾度もノブナガ暗殺を行おうとする。カエサルがケンシンと同盟を結んだ際はその軍門に下るべきだとまで明言するが、ノブナガから一喝され、考えを改める。カエサルがオダ家に侵攻した際にカツイエと同じく討死する。
ヒラガ・ゲンナイ
声 - かかずゆみ
オダ家に仕える発明家。23歳。オダ家の兵器工廠を任されており、ダ・ヴィンチとイクサヨロイの整備を行う。史実の平賀源内とは違い女性。女ながら服装には無頓着で、趣味は機械いじり。技術の発展のみに目を向けている。最終話では燃える城内でダ・ヴィンチの最期を見届けた。
チャチャ、ハツ、ゴウ
声 / 演 - 奈波果林（チャチャ）、梅村結衣（ハツ）、高橋紗妃（ゴウ）
ミツヒデの命で、主に情報収集などに動くアケチ忍軍「カゴメ衆」の女忍者。イチヒメと行動を共にする事が多いが、時には密偵や暗殺なども行う。イチヒメがカエサルの下に嫁いだ際、護衛兼侍女として共に彼女へ付いていく。普段は着物姿だが、戦闘・隠密時は露出度が高い忍者服になる（第18話では西の星のメイド服を着ていた）。
カゴメ
声 / 演 - 安済知佳
アケチ忍軍の女忍者で、ミツヒデがノブナガに仕える以前より彼の側にいた人物。アケチ家の再興をミツヒデに託す。
漫画版ではミツヒデが送り込んだノブナガを狙う暗殺者だったが、他の暗殺者との戦闘に巻き込まれ、命を落とした。
アサヒ
声 / 演 - 安野希世乃
ヒデヨシの亡妹。ヒデヨシが庶民であった頃、極度の貧困から体調を崩し、若くして亡くなっている。
漫画版での死因はアニメとは異なる。
ミツツナ
声 - 大川透
ミツヒデの亡父。かつて冤罪を受けて自刃に追い込まれており、アケチ家が離散する元となった。
おたま
声 - 諏訪彩花
オワリ国に住む少女。タケダ軍との合戦の余波で家が焼け出された所を、ジャンヌとノブナガの手によって救われる。

#### ヤマタイ国
ヒミコ
声 - 東山奈央 / 演 - 大野未来
ヤマタイ国の若き女王。16歳。幼い容姿とは裏腹に、老熟した口調で喋る。料理の腕は壊滅的。雷（ノブナガへ譲渡）と土（アメノトリフネに装備）の2つの神器を持っている。シンゲンに苦戦していたノブナガにオワリ国とヤマタイ国の同盟話を持ちかけ、自分の持つ神器を渡す条件として彼と婚約するが、それが婚礼でないことを不服に思っている。ランマルがジャンヌの男装だとは初対面時に看破しており、恋敵の面からも彼女がノブナガの側にいることを快く思っていない（後にノブナガを巡る対等な恋のライバルだと認める）。龍脈についての研究を独自に行っており、ダ・ヴィンチからはその手腕を賞賛されている。
ノブヒデの死後、オダ家が次期当主擁立を巡って混乱する中、ノブナガを狙った暗殺者から彼を庇い撃たれてしまう。その後、急いで救命処置が行われ、一命を取り留めた。
代々ヤマタイ国の姫は幼少時に聖地・ヨモツヒラサカに籠って修行を行うのだが、そこで幼いノブナガと出会っており、それ以来ずっとノブナガに好意を抱いている。しかし、短命の家系という宿命も背負っているため、体内の龍脈の乱れをダ・ヴィンチに見抜かれ、この事実は二人だけの秘密にする約束を彼と交わした（自分の死後に遺体を解剖してかまわないとまで言い、原因を突き止めてこの呪いは自分の代で終わりにして欲しいと告げる）。そしてノブナガが最後の戦いに赴く際、その身を案じられて一人残るが、ノブナガの窮地に側近達の制止を振り切りアヅチに乗って出撃。アマノハシダテの力を使い、ノブナガとジャンヌをパレ・ナトゥーラへ送り届け、駆けつけたノブナガの腕の中で安らかに息を引き取った。
キツノ、トク、エイ、キチョウ
声 - 石上静香（キツノ）、水瀬いのり（トク）、岩山ちひろ（エイ）、潘めぐみ（キチョウ）
ヒミコの側近を務める巫女装束の女性たち。「アメノトリフネ（後のアヅチ）」においてはオペレーターも担当する。
チビハネ
声 - 水瀬いのり
ヒミコにくっついている、手のひらサイズの小動物（ハネウマ）。

#### カイ国
タケダ・シンゲン
声 - 小山力也
カイ国タケダ家の当主。52歳。オワリ国へ侵攻し、ノブナガと刃を交える。豪胆な性格。神器を持たないノブヒデとの戦では神器を用いず戦った。オダ家のお家騒動後、タケダ軍を訪れたノブナガと一騎討ちを行う。そして激闘の末に敗北し、瀕死の重傷を負う。死の間際にノブナガへ自身が持っていた火の神器を渡し、さらにもう一つの風の神器を渡そうとした所、自軍に招き入れていたカエサルの刃を背後から受け、非業の死を遂げた。後にノブナガがヨモツヒラサカに篭った際には幻影として現れ、強さとは何かをノブナガに問いかけている。

#### エチゴ国
ウエスギ・ケンシン
声 - 七海ひろき
エチゴ国ウエスギ家の当主。20歳。シンゲンの死を受けて表舞台に立つ。タケダと組んだカエサルと面会し、彼自身については信用していないものの、シンゲンの書状もあってかカエサル・タケダ軍と同盟を結ぶ。ハンニバルとシャルルマーニュが東の星へ攻め入ってきた際、カエサルと共に出陣。増援に現れた西の星の大イクサヨロイ部隊を全滅させた上に、シャルルマーニュを撃破し、ハンニバルをも退ける圧倒的な強さを見せつけた。遠征してきたチャンドラ・グプタすらも瞬殺するが、その後に現れたアレクサンダーに敗北。自身の信念を彼に述べ、再戦を誓う。そして新たな力を手に入れるため、ノブナガと共にヨモツヒラサカへと籠るも、ノブナガと違い帰還しなかった。しかし、ノブナガ達が最後の戦いに向かう際に復活。ヨモツヒラサカで失った右目には眼帯を付け、アレクサンダーと激闘を繰り広げる。最後は傷つき倒れた中で神器の力をノブナガへ向けて差し出した。

### 西の星

#### 絶対王
アーサー
声 - 織田圭祐
西の星を統一した君主。フードを被っており、素顔は見えない（アレクサンダーとカエサル、ミツヒデに対し素顔を見せているが、アレクサンダーには肌の濃い男性、カエサルには金髪の女性、ミツヒデには彼の父親という男女別々の姿で現れている）。カエサル曰く「神器を用いて究極の神器である聖杯を出現させ（12人の神器の使い手が揃うと現れるとのこと）、その力を用いて西の星・東の星両方を救う救星王となる（人々を死の恐怖から解放し新たな世界を創造する）」ことを目的としている。ダ・ヴィンチからは、神器やその有資格者を通じて東の星の龍脈そのものを手に入れようと目論んでいるのではないかと考察されている。星間航行が可能となる幻の神器「エクスカリバー」を所持しており、一時的にカエサルへ譲渡した。アマノハシダテの復活後に自身の空中神殿パレ・ナトゥーラごと東の星に降り立つ。
彼の実の素顔はしわがれた老人であり、最終話にて全ての有資格者が揃ったことでついに聖杯を出現させるが、真の願いは、「ただ一人の愛しき女性」を取り戻すことであった。しかし、その場に彼女が顕現した直後に、龍となって暴れ回るノブナガとアレクサンダーの激闘に巻き込まれ、圧死するという最期を迎えた。

#### 円卓の同志
ガイウス・ユリウス・カエサル
声 - 中村悠一 / 演 - 北村諒
「円卓の同志」のメンバー。仮面の青年。19歳。ダ・ヴィンチ追撃の任務を名乗り出る。オダ家を偵察した際にイチヒメに興味を抱く。タケダ軍がオダ家を攻めている戦場に現れ、シンゲンに加勢（その際、ノブヒデを殺害した）。タケダ家をビジネスパートナーと呼び、同盟関係を結ぶ。しかし、ノブナガとシンゲンの一騎討ちの際、シンゲンを背後から襲い殺害。その罪をノブナガに擦り付けた（その時に風の神器を奪うも、後の戦闘でノブナガに奪い返されている）。その後はエチゴ国を訪れ、ウエスギ・ケンシンとも同盟を結ぶ。そしてノブナガと決着をつけるべく大軍でオダ家に侵攻。乗機の武器の弱点を突かれた作戦で窮地に追い込まれるが、彼の叫びに応えた東の星が新たな武装を顕現させ、ノブナガ達を退けた。
そしてノブナガから提案された茶会に参加するが、そこでオダ家と同盟を結ぶ代わりにイチヒメを貰い受けることを要求し、彼女を側に置く。菓子（ケーキなど）を作れるらしく、イチヒメに振る舞っている。ハンニバルとシャルルマーニュが東の星へ攻め入ってきた際、イチヒメの言葉を受けて西の星を裏切り、ケンシンと共にノブナガ達を助けた。ジャンヌ救出に西の星へ向かうアヅチに同行するが帰還時に取り残され、ミツヒデと共にチェーザレの捕虜となる。だがアーサーの面会において罪を許され、最古の神器であるエクスカリバーをアーサーから託される。それを持って東の星へ降り立ち、アマノハシダテを起動した。
ノブナガに対しては西の星と和平を結ぶべきだと交渉を行うが、以前の彼と変わってしまったことを見抜かれ断られる。自分に会いに来たイチヒメには、共にペルフェクタになり永遠に生きる道を説くが、拒絶されたため彼女をクオ・ヴァディスに連れ込み、追って来たノブナガと刃を交える。アーサーの目指す理想郷の夢に惑わされていたが、ノブナガに敗れイチヒメと語り合ったことで自身の過ちを悟る。しかし、突如その場に現れたネルとビアンキの襲撃を受け、イチヒメ共々致命傷を負う。最後の力を振り絞ってネルを斬り伏せ、イチヒメに看取られながらこの世を去った。
アレクサンダー
声 - 中井和哉
「円卓の同志」のメンバー。筋骨隆々な将軍。32歳。戦乱に荒れる西の星を統一しようとするアーサーの最初の強力な力となった。アーサーからは目を掛けられており、自分に素顔を見せ采配を託した彼に感涙し、大艦隊を率いて東の星へ向かう。戦では死の恐怖を全く感じたことがなく、ダ・ヴィンチがアーサーがいなければ彼が西の星を統一していたと語るほど圧倒的な力を有している。東の星へ降り立った際はケンシンを退け、ノブナガを赤子の手を捻るように軽くあしらった。ヨモツヒラサカにおけるノブナガとの生身の戦闘で左腕に龍の呪縛を受ける。パレ・ナトゥーラ下における最後の戦いではヒデヨシやケンシンと再戦し、さらにガイアを黄金の龍へと変化させノブナガのザ・フールと相対する。アーサーの死後も生存しており、ノブナガとジャンヌが消えた光を見て「龍が天に還るか」と呟くと同時に彼の龍の呪縛も消え去った。
マゼラン
声 - 松岡禎丞
「円卓の同志」のメンバー。左目に眼帯を付けた提督。22歳。普段は東の星と西の星をつなぐ唯一の航路を航行しており、星船艦隊を指揮している。ゆえに西の星にいることは少ない。西の星の中でも数少ない東の星への渡航経験者。ダ・ヴィンチとジャンヌに星船「タケトリ」と「ザ・フール」を奪われた。作中の中盤以降はほとんど登場せず、最終話にてアレクサンダーを出迎えに現れている。
ハンニバル・バルカ
声 - 大原さやか
「円卓の同志」のメンバー。妖艶な女性。好戦的で残虐な性格。所持する神器は水。第13話にてシャルルマーニュと共に東の星へとやって来る。オダ家の領地を神器を使って凍らせ、氷漬けにした領民を人質にノブナガ達が持つ神器を全て渡すよう要求する。ジャンヌの神器を渡す代わりに領民を助ける条件を呑むが、即座に反故しジャンヌを捕縛した上、領民を殺害する。そしてシャルルマーニュとの連携でノブナガ達を追い詰めるも、カエサルとケンシンの登場により目論見が崩れ、窮地に陥る。討たれる寸前、シャルルマーニュに助けられてマゼランの艦へと送り届けられた。その後はシャルルマーニュの仇討ちに燃えている所をチェーザレの手で殺された。
シャルルマーニュ
声 - 石川界人
「円卓の同志」のメンバー。美形な優男。生真面目で誇り高い性格。所持する神器は風。ハンニバルに対しては「崇拝」に近い感情を抱いており、了承や同意を示す際は「Oui mon empress（フランス語と英語が混ざった形で「我が女帝」）」と返す。恋人関係にも見える描写もあった。東の星へ降り立った際は、ハンニバルとの連携でノブナガ達を苦しめた。しかし、カエサルとケンシンが現れた際、ケンシンに挑むも返り討ちに遭い、機体を大破される。最後は瀕死になりながらもハンニバルへ自身の神器を投げ渡し、彼女の機体のコクピットブロックを分離して脱出させ、乗機の爆発と共に戦死した。
チェーザレ・ボルジア
声 - 近藤孝行
「円卓の同志」のメンバー。茶色の髪を束ねた男性。ハンニバルとシャルルマーニュが東の星へ向かった際、自身もマゼランの艦に同乗している。ジャンヌを連れて逃げ帰ってきたハンニバルを迎えるが、彼女を背後から刺して殺害した。ジャンヌを拷問したり、彼女の生まれ故郷の村をその場にいたマキャベリごと焼却しようとするなど、冷酷で知略に長けている。その後は西の星に取り残されたカエサルとミツヒデを捕え連行する。また、アーサーのために世界の終わりを防ぐ死を超越した者「ペルフェクタ」を秘密裏に作り出していた。カエサルのことは前から意見が合わず嫌っており、ネルとビアンキを差し向けて、彼（とイチヒメ）を殺害する。後にマキャベリもその手で殺めている。作中の多くの人物を死に追いやるが、最後はパレ・ナトゥーラ内でジャンヌを狙撃した直後にミツヒデに撃たれ、アーサーの作る世界の一欠けらとなることを望みながら息絶えた。
チャンドラ・グプタ
声 - 藤原貴弘
「円卓の同志」のメンバー。頭にターバンを巻いたインド風の男。同志の中では古参にあたる。アレクサンダーと共に東の星への遠征に赴く。降り立ったタケダ領を自身のイクサヨロイで蹂躙するが、その場に現れたケンシンに乗機を破壊され、あっけなく戦死した。彼はガナパティとカウティリヤという2機の大イクサヨロイを所有していたが、後者の方は作中に登場しなかったため、詳細は不明。

#### カエサルの関係者
マルクス・ユニウス・ブルータス
声 - 下野紘
カエサルの腹心の部下。カエサルに増援の大イクサヨロイを届けるため、輸送船で東の星のタカマガハラへと降りる。その際、大イクサヨロイを強奪に来たヒデヨシと一戦を交えた。戦闘後にカエサルと話した姿を最後に全く登場しなくなるが、第22話にてペルフェクタの一人として現れたことから、いつの間にか死んでいた模様。
ツェペッシュ・ネル
声 - 木戸衣吹
カエサルのお目付け役。ビアンキとは双子。カエサルやビアンキと共に東の星へ向かう。ビアンキと揃って目が怪しく光る謎の描写を見せ、ノブナガから「アヤカシ」と称される。人の死を笑いながら喜び、さらなる死の連鎖を望むなど残忍で異常な性格。神出鬼没で、西の星で捕まったミツヒデを助けてもいる。第21話にてビアンキと共にノブナガに敗れた後のカエサルとイチヒメを襲い、ビアンキごと彼らを投げ槍で突き刺すが、直後に瀕死のカエサルの反撃を受けて死亡した。彼女とビアンキの正体は、完全なペルフェクタ（ホムンクルス）の完成に至る過程で生まれた、副産物の実験体（幼少の子供に遺伝子操作と人体改造を施したもの）である。
ツェペッシュ・ビアンキ
声 - 石田晴香
カエサルのお目付け役。シンゲンがノブナガに敗れた際、風の神器をシンゲンから奪い去った。ネルと共に暗躍する。第21話でネルと二人でカエサルとイチヒメを襲うが、ネルの投げた槍に後ろから体を貫かれ、命を落とす。

#### その他
ニッコロ・マキャベリ
声 - 遠藤綾
チェーザレ・ボルジアの秘書。右目部分はペルフェクタの技術を使った義眼となっている。チェーザレの配下であるが、互いに信頼し合ってはいない。西の星へと連れて来られたジャンヌを彼女の生まれたドンレミ村に連れ出し、神器に認められて「円卓の同志」に参列することを願ってジャンヌを火刑にかけようとする。彼女の死後に嘘でも天啓の能力を継ごうとしたが失敗する。その後、自ら小型イクサヨロイに乗り込み東の星へ帰還しようとするアヅチを追い、ミツヒデとカエサルが西の星へ取り残される原因を作った。それ以降は服装をドレスから軽装（ショートパンツ姿）に変えている。後にチェーザレの側のベッドで血を吐いている描写があり、さらにペルフェクタの一人として姿を見せたことから、チェーザレに殺されてしまったと考えられる。
ドーレ、ジル
声 - 井口裕香（ドーレ）、古川慎（ジル）
ドンレミ村の住民で、ジャンヌの幼馴染達。ドーレは女性、ジルは男性。幼少期にはジャンヌが悪魔の子であるという村の流言を信じてジャンヌをいじめていた。ジャンヌがマキャベリによって連行されてくると、ジャンヌについての流言を証言させられる。その後は正義と罪悪感の中で葛藤するが、ジャンヌが身を挺して村人達を火災から守った事から翻意し、チェーザレの追手からジャンヌたちを逃がしたが、直後に起きた龍脈の異常により、村ともども灰となって消えてしまう。

## 登場メカニック

### イクサヨロイ
戦闘用の鎧型機動兵器。ダ・ヴィンチら西の星の科学者の手により、失われた古代文明の技術を再生（ルネサンス）して開発された。種類は量産タイプの小型（全高10m級）、拡大版の中型（全高14m級）、大将クラスが搭乗する大型（全高18m級）の3つがある。機体は大地の龍脈からエネルギーを得て機動するが、過度に使用し続けると、オーバーヒートしてしまう。イクサヨロイに搭乗するパイロットは「操演者（そうえんしゃ）」と呼ばれる。
大イクサヨロイは人体の骨格に似た基本ボディ（素体）の上に「神器（しんき）」という強化パーツを装着する（1機につき最大3個まで装備可能）。神器はルネサンスでも再現不可能な超技術であり、発掘品のみ現存する。普段は装身具の形をしているが、操演者と「契約」を交わすことで異次元から出現し、素体へ特殊能力を付加する（その際、素体の色や形態も変化する）。また、敵の神器を奪って自分の物にすることもできる。現在明らかになっている神器のエレメントは火、水、風、土、雷、光、幻の7種である。

#### 小型イクサヨロイ
小型イクサヨロイ（東の星 / 西の星）
東の星と西の星で使われている量産型の小型イクサヨロイ。元々の開発者はダ・ヴィンチで、アーサー率いる軍勢の主戦力となっている。後に西の星との交易で東の星にも持ち込まれ、技術集団のサイカ衆・ネゴロ衆の研究で東の星でも独自量産が可能となった。東の星の機体は各大名家ごとに形や色が異なり、格子状の頭部コクピットを持つ。だが、構造上の脆弱性から、ノブナガにコクピットを弓で狙われて撃破されることもあった。武装は銃剣の付いた銃と柄が長い片刃の刀を装備する。西の星の機体は円卓の同志が率いる部隊ごとにカラーリングが異なり、武装として東の星と構造が共通の銃（デザインは違う）と両刃のソード、下側が尖り地面へと突き立てれるシールド（ソードを裏面に収納）を装備する。

#### 中型イクサヨロイ
マリシテン
オダ・ノブヒデの乗機。中型イクサヨロイは小型イクサヨロイの構造をそのまま大型化した機体で、大イクサヨロイには及ばないが、一時は将軍や大名クラスの乗機として普及した。本機は既に旧式と化している。カエサルとの戦闘で破壊された。

#### 大イクサヨロイ
ザ・フール
オダ・ノブナガの専用機。ダ・ヴィンチが造った最高傑作で、元の名前は「ヴィットーリア・アブソルーテ・マーク・ディエチ」。今まで動かせる者がいなかったが、救星王としての資質を持つノブナガに反応し起動する。主武装は大太刀。シンゲンとの初戦闘でヒミコの手助けを受けて神器を装着し、雷を自在に使いこなす力を得た後、シンゲンから火と風の神器を手に入れる。雷と火の神器を組み替えることで高速移動が可能な形態「ハネウマモード」になり、風の神器は風臨火斬と同じ強風を巻き起こす。

オルレアン
ジャンヌ・カグヤ・ダルクの専用機。タケダとの戦闘で回収したファルコの残骸を2機掛け合わせて造られた。ノブナガを守りたいというジャンヌの想いから発現した光の神器が形を変えた槍を装備する。神器の力で絶対純潔シールド「聖なる光のベール」を展開可能。これにより自機や周囲の味方を守れるが、敵の攻撃があまりにも強大な場合には威力を減衰できない。カエサルの死後、彼の風の神器を使ってハネウマを手に入れる。

ゴ・クウ
トヨトミ・ヒデヨシの専用機。タカマガハラでヒデヨシが奪取した新型のファルコバージョンアップ型をベースに、ノブナガから譲られた風の神器を装備する。風の神器の力で雲を作り、それに乗り飛翔する姿が、東の星の伝説で語られる「ソン・ゴクウ」を想わせるために、ゴ・クウという名前になった。両腕に武器としてトンファーを持ち、肉弾戦を得意とする。アレクサンダーとの戦いで大破するが、後に修復された。

風臨火斬（フウリンカザン）
タケダ・シンゲンの専用機。元々は西の星の「円卓の同志」との交易から入手した。スワ大社の地下深くに眠っていた火と風の2つの神器を装着し、火炎と強風を思うがままに操る。武装は伸縮自在の大身槍で、刃に火炎を纏わせての攻撃も可能。また、指揮を行う際は軍配を持つ。第7話でのノブナガとの一騎討ちで大破した際、シンゲンの死亡にともない火の神器はノブナガへ受け渡され、風の神器はカエサルに奪われた（後にノブナガが取り返している）。

毘修羅（ビ・シュラ）
ウエスギ・ケンシンの専用機。シンゲンの風臨火斬と同じく「円卓の同志」との交易で入手した。水と土の2つの神器を装着しており、土の神器の力で地震を起こして攻撃できる。所持する金色の連環刀は「独鈷」という法具が鎖のように連結された形状で、鞭としても機能する。また、背中の巨大な日輪のような装備は円月輪のように投擲する武器にもなる。戦の神と称される毘沙門天を信奉するケンシンを象徴する機体である。

クオ・ヴァディス
ガイウス・ユリウス・カエサルの専用機。大イクサヨロイの中で希少なビーム兵器を内蔵する「光の槍」という武装を持つ。通常の斬撃・刺突のほか、刀身を2分割して重粒子ビーム砲を発射できるが、放つごとに龍脈のチャージが必要。また、風の神器の力でハネウマモードへ機体の組み替えも可能である。第11話では、ハネウマモードに光の槍が融合を果たした「重粒子砲・テンペストモード」を新たな武装形態として披露する。これは絶大な威力を持ち、初の使用時にはカエサルもその反動を抑えきれず、オダ家の領地が甚大な被害を被った。第14話では上空の乱層雲を消し飛ばしている。

カルタゴ・ノヴァ
ハンニバル・バルカの専用機。武装はハルバートと左肩のシールド。水の神器を装着する。右肩に神器リアクターを増設しており、カルロス・マグヌスとの連携で真価を発揮する。神器を使って氷や雪を生成して、湖全体を凍らせるなど、周囲の天候を変化できる。オダ家へと攻めいるが、カエサルとケンシンの登場後、ケンシンに両腕を切られてしまう。ハンニバル自身はシャルルマーニュの手でコクピットブロックを分離され、脱出した。

カルロス・マグヌス
シャルルマーニュの専用機。武装は両刃斧と右肩のシールド。風の神器を装着する。左肩には神器リアクターを増設しており、カルタゴ・ノヴァとの連携で真価を発揮する。ハンニバルが作り出した氷を風を操って攻撃に転化する。カエサルとケンシンの登場後、ケンシンに挑むも機体を大破され、爆散する（爆発の勢いを利用してハンニバルを脱出させた）。

ヴェレーノ・デ・カンタレッラ
チェーザレ・ボルジアの専用機。頭部からは上に2本の角が伸び、土の神器を装着する。武装として槍と銃が一体化したガンランスを持つ。また、土の神器の力で大イクサヨロイの龍脈の流れを蝕む「毒弾」を精製することができる。第16話ではそれをクオ・ヴァディスに撃ち込んだ。なお、戦闘シーンはその回の対カエサル戦のみで、その後チェーザレが本機に乗ることは無かった。

ガナパティ
チャンドラ・グプタの専用機。大イクサヨロイが人型になる前の大型実験機にあたる機体。分類上はイクサヨロイというよりはアメノトリフネのような艦船に近い。火の神器を装着する。武装は頭部の火砲「チャンドラ・カノン」。これは龍脈をエネルギー化して放つ要塞攻略用兵器である。砲撃戦を好むグプタの愛機として東の星のタケダ領を蹂躙するが、ケンシンに敗れ破壊された。

ガイア
アレクサンダーの専用機。頭部に2本の角を持ち、大イクサヨロイの中で最古にして最強の機体。圧倒的な攻撃力と防御力を発揮する。当初はノブナガのザ・フールやケンシンの毘修羅すら全く歯が立たなかった。雷と土の神器を装着するが、その力を見た者はいない。武装は背部のウェポンラックに収納された7種類の「久遠多無（クオンタム）」の名が付いた武具で、その内訳はハンマー、ソード、アックス、メイス、ジャベリン、ハルバート、シールドとなっている。作中では序盤にハンマーを、ハンマーの破損後はアックスとシールドを装備していた。なお、ハネウマモードの原型といえる高速モードへの変形ができるらしいが、詳細は不明。ノブナガ達との最終決戦時には自身が受けていた龍の呪縛の力を利用し、黄金の龍と化してザ・フールに挑んだ。

ファルコ
西の星で最も普及している量産型大イクサヨロイ。ザ・フールの発展元であり、「円卓の同志」が乗る機体のベースとなった。バージョンアップ型という改良機や神器が装備できない機体も存在する。武装としてサブマシンガンや直刀型のソードを持つ。

#### 漫画のイクサヨロイ
イシュタール
漫画版に登場。遮光器土偶状のイクサヨロイ（ヒミコは「シャコウキ」と呼んでいる）。アーサーの機体で、全てのイクサヨロイの開祖となる存在。ノブカツが乗り込み、ノブナガと戦闘を繰り広げた。
ナイツオブラウンド
漫画版に登場。超大型のイクサヨロイ。神器のエクスカリバーを装備する。アーサー自身が乗り込んで、西の星ごとノブナガを葬り去ろうと、強大な力を発揮した。

### 艦船
アメノトリフネ
ヤマタイ国が保有している飛行母船。ヒミコの座上艦。土の神器を装備している。龍脈を利用したジャミングができ、船底部には「ザ・フール」を格納する。船内にクオンタムコンデンサーを装備して以降、周囲の龍脈を本船へ集中・吸収できるようになった。第13話でそれまでに手に入れた4つの神器と土の神器を共鳴させてリミッターを解除（本来持っていた機能を解放）し、星の海を渡ることが可能となる（その際、左右両舷に翼が出現した）。その後、ノブナガにより船名を「安らかな大地をもたらす」という願いを込めて「アヅチ」と改名される。
トリニダード号
マゼランが座上する星船艦隊の旗艦。ビーム砲を武装に持つ。艦隊は本艦とビクトリア号、サンティアゴ号の3隻で構成され、他に数隻の予備艦が存在する。
タケトリ
西の星と東の星を行き来するロケット状の輸送船（降下ユニット）。トリニダード号にも搭載されていた。

## 用語

### 世界観
東の星
無数の小国から乱立する群雄割拠の時代の真っただ中にある星。「ルネサンス」の起った西の星と異なり、技術レベルは依然低い。西の星との交易港であるタカマガハラからイクサヨロイが伝来、小型イクサヨロイなら東の星でも生産可能な体制が整いつつある。また、西の星から有力な武将に大イクサヨロイが送られたこともあり、戦の様式も変わりつつある。
西の星
古代文明を復活させた「ルネサンス」により急速な技術発展を果たした東の星の双子星。星を渡る星間船の復活や鎧型機動兵器（イクサヨロイ）の開発など、超古代技術を復活させ、東の星と交易を行う一方、戦乱の規模も拡大。西の星全土を巻き込み様々な領主が相争う大戦が勃発した。この大戦で頭角を現したのがアーサー王であり、アレクサンダーと協力して領土を次々と手中に収めた。また、アーサーに協力を申し出た西の星の有力者たちは、後に「円卓の同志」のメンバーとなる。
龍脈
西の星や東の星の大地に流れる自然エネルギー（レイライン）。イクサヨロイのエネルギー源で（絶えず機体に龍脈が流れ続けるために、長時間稼動させるとオーバーヒートする恐れがある）、神器の力は龍脈のクオンタムフィールドから引き出される。東の星の龍脈は「ゴルディアスの結び目」と呼ばれる結界で守られている。なお、西の星の龍脈は科学力の発展の代償から、不安定で枯渇しかかっており、作中でのドンレミ村の崩壊など危機が迫っている。それゆえにアーサー王は12の神器を集めて聖杯を現出させようと目論んでいる。

### 地名・施設
タカマガハラ
東の星の標高4300mに存在する中立地帯。龍脈の集う「聖なる地」と呼ばれ、西の星と東の星を繋ぐ唯一の場所。ヤマタイ国とは最も盛んに交流している。龍脈が荒れ狂うためにイクサヨロイは運用できないとされているが、第10話においてはクオンタムコンデンサーや龍脈制御用端末を使って龍脈を1か所へ集めることで、イクサヨロイを運用可能とした。
アマノハシダテ
かつて東の星と西の星を繋いでいた星間移動装置。古代文明の遺産で、西の星での呼び名は「ヘラクレスの柱」。ジャンヌの故郷、ドンレミ村の地下に埋もれていた。ヒミコの神器の力により長き年月を経て再び起動する。東の星の起点は、龍脈が集う聖地・ヨモツヒラサカにあり、装置は湖の底に沈んでいる。
パレ・ナトゥーラ
西の星でアーサー王と円卓の同志が集う空中神殿（宮殿）。西の星の全域に張り巡らされたクオンタムラインで制御する龍脈の流れを統括する拠点でもある。頂上部には天文台があり、その下にアーサーの玉座と円卓が置かれている。神殿の周囲には発展を遂げた商業区画や工業区画、大聖堂などが立ち並ぶ。

### 技術・兵器
イクサヨロイ
本作に登場する人型機動兵器の呼称。鎧型の機動兵器で、東の星と西の星で使われている。小型、中型、大型の3種がある。「#イクサヨロイ」の項も参照。
神器
イクサヨロイをパワーアップすることができるオーパーツ的アイテム。古代文明が残した産物で、現在の技術では再現不可能。「#イクサヨロイ」の項も参照。

### その他の用語
円卓の同志
西の星を統一するアーサー王とアレクサンダーに協力を申し出たとされる神器使い。「円卓の同志」に名を連ねるものは「有資格者」とも呼ばれる。なお「円卓の同志」という呼称であるが、イントロダクションノベルでは「円卓の騎士」と表記があり、どちらが真実かは不明である。
ペルフェクタ
チェーザレ・ボルジアが研究していた不死の人間（ホムンクルス）。心臓が無くとも生き続ける人のことを指す。アーサーに洗脳されたカエサル曰く、近くおとずれるであろう世界の終わりを、世界人類全体がペルフェクタとなって乗り越え、その後に理想郷を築くというのがアーサーの目的であるとのこと。ただし、ペルフェクタとなった人間は生前の記憶と感情をすべて失う。第22話にてハンニバル、シャルルマーニュ、チャンドラ・グプタ、マキャベリ、ブルータス、ネルの6名がペルフェクタとして登場した。

## 舞台
2013年12月より2014年夏にかけて計3回公演された。制作にはコンサート運営等を行なうエイベックス・ライヴ・クリエイティヴが参加している。
いわゆる2.5次元舞台であるが、本作の特徴は声優と俳優がコンビを組んでひとりのキャラクターを演じることである。声の演技を担当する声優はLive Voice、動作の演技を担当する俳優はLive Actと呼ばれる。舞台に立つLive Voiceの台詞まわしによって物語が進行し、Live Actのアクションや、生演奏 (Live Music)、キャラクターイラスト・背景のスクリーン投影といった要素が融合される。
テーマ音楽は『篤姫』などのテレビドラマを手がけた吉俣良が担当する。
チャッチャ、ハツ、ゴウ役は一般オーディションから選ばれた。合格者3名は3人組ユニットとして活動することになる。

### 日程
第1回「act.1〜乱の胎動〜」
2013年12月8日 New Pier Hall（東京都港区）にて上演（昼夜2回公演）。
ノブナガ、ミツヒデ、ヒデヨシの出逢いを描く、物語の序章に当たるエピソード。
出演：宮野真守 / 加藤靖久（オダ・ノブナガ）、櫻井孝宏 / 志村朋春（アケチ・ミツヒデ）、梶裕貴 / 安達勇人（トヨトミ・ヒデヨシ）、茅原実里 / 安宅陽子（イチヒメ）、奈波果林（チャチャ）、梅村結衣（ハツ）、高橋紗妃（ゴウ）、安済知佳（カゴメ）、安野希世乃（アサヒ）
第2回「act.2〜乱の恋人〜」
2014年4月6日 TOKYO DOME CITY HALL（東京都文京区）にて上演（昼夜2回公演）。
出演：宮野真守 / 加藤靖久（オダ・ノブナガ）、櫻井孝宏 / 志村朋春（アケチ・ミツヒデ）、梶裕貴 / 安達勇人（トヨトミ・ヒデヨシ）、茅原実里 / 安宅陽子（イチヒメ）、日笠陽子 / 川上愛（ジャンヌ・カグヤ・ダルク）、杉田智和（レオナルド・ダ・ヴィンチ）、中村悠一 / 北村諒（ガイウス・ユリウス・カエサル）、東山奈央 / 大野未来（ヒミコ）、奈波果林（チャチャ）、梅村結衣（ハツ）、高橋紗妃（ゴウ）
最終公演「act.3〜最後の晩餐〜」
2014年7月20日 有明コロシアム（東京江東区）にて上演（昼夜2回公演）。
出演：宮野真守 / 加藤靖久（オダ・ノブナガ）、櫻井孝宏 / 志村朋春（アケチ・ミツヒデ）、梶裕貴 / 安達勇人（トヨトミ・ヒデヨシ）、茅原実里 / 安宅陽子（イチヒメ）、日笠陽子 / 川上愛（ジャンヌ・カグヤ・ダルク）、杉田智和（レオナルド・ダ・ヴィンチ）、中村悠一 / 北村諒（ガイウス・ユリウス・カエサル）、東山奈央 / 大野未来（ヒミコ）、島﨑信長 / 浅倉祐太（オダ・ノブカツ）、奈波果林（チャチャ）、梅村結衣（ハツ）、高橋紗妃（ゴウ）、安済知佳（カゴメ）、安野希世乃（アサヒ）

### スタッフ
- 総監督 - 河森正治
- テーマ音楽 - 吉俣良
- キャラクターデザイン - カズキヨネ
- BGM制作・アレンジ - Ryo-Ma
- 演奏 - 吉俣良
- 脚本 - 待田堂子
- 演出 - 柿ノ木タケオ
- 制作 - サテライト / エイベックス・ライヴ・クリエイティヴ / ギャラクシープロデュース / Office ENDLESS
- 主催 - 多次元プロジェクトThe Fool 製作委員会

### DVD
エイベックス・ピクチャーズより発売。「act.1〜乱の胎動〜」は映像商品化されていない。
多次元プロジェクト「ノブナガ・ザ・フール〜乱の恋人〜」
2014年11月19日発売、DVD2枚組150分収録、規格品番：EYBA-10166
多次元プロジェクト「ノブナガ・ザ・フール～最後の晩餐～」
2014年12月19日発売、DVD2枚組160分収録、規格品番：EYBF-10170

## テレビアニメ
サテライト制作。2014年1月から同年6月まで、テレビ東京ほかにて放送された。
ウエスギ・ケンシン役の七海ひろきは宝塚歌劇団宙組に所属する現役タカラジェンヌとして声優に初挑戦するが、これは企画時に河森正治が宝塚歌劇を取材した際、舞台上の七海を見て抜擢に至ったとのこと。
2013年12月26日には新宿ミラノ1で第1話・第2話の先行上映会が開催され、その合間にはスタッフやキャストら計8人が登壇してのトークショーも展開された。

### スタッフ（アニメ）
- 原作 - 「多次元プロジェクト“The Fool”」河森正治・サテライト / エイベックス・ライヴ・クリエイティヴ / ギャラクシープロデュース[5]
- 原作・シリーズ構成・メインメカデザイン - 河森正治[5]
- 監督 - 佐藤英一[5]
- キャラクター原案 - カズキヨネ[5]
- キャラクターデザイン - 丸藤広貴[5]
- イクサヨロイデザイン - 河森正治、ブリュネ・スタニスラス、池田幸雄
- メカデザイン - 大河広行
- コンセプトデザイン - ロマン・トマ、ブリュネ・スタニスラス、ニエム・ヴィンセント
- プロップデザイン - 秋篠denforword日和
- 色彩設計 - 品地奈々絵
- 美術設定・美術監修 - 加藤浩
- 美術監督 - 栫ヒロツグ
- CGプロデューサー - 橋本トミサブロウ
- CGディレクター - 原田丈
- 撮影監督 - 岩崎敦、志村豪
- 編集 - 兼重涼子
- 音響監督 - 明田川仁
- 音楽 - 横山克
- 音楽プロデューサー - 斎藤滋
- 音楽制作 - ランティス
- プロデューサー - 田中翔、紅谷佳和、渡邊愛美、大貫一雄、吉江輝成、岡村武真、北吉弘樹、土倉康平
- アニメーションプロデューサー - 金子文雄、江口浩平
- アニメーション制作 - SATELIGHT[5]
- 製作 - ノブナガ・ザ・フール製作委員会

### 主題歌
オープニングテーマ
「FOOL THE WORLD」（第2話 - 第13話）
作詞 - 松井洋平 / 作曲・編曲 - 倉内達矢 / 歌 - 茅原実里
第1話ではエンディングテーマとして使用。
「Breakthrough」（第14話 - ）
作詞・作曲 - 影山ヒロノブ / 編曲 - 須藤賢一 / 歌 - JAM Project

エンディングテーマ
「AXIS」（第2話 - 第13話）
Created by STEREO DIVE FOUNDATION
第1話では未使用。
「蘭（RAN）」（第14話 - ）
作詞 - 島みやえい子 / 作曲・編曲 - 加藤裕介 / 歌 - ASUKA

挿入歌
「アメツチの謳」
作詞 - 松井洋平 / 作曲・編曲 - 下川佳代  / 歌 - イチヒメ（茅原実里）
「雫の声」（第6話）
作詞 - 松井洋平 / 作曲 - 1pack market / 編曲 - 安瀬聖 / 歌 - イチヒメ（茅原実里）
「Maverick〜覚醒されし獣〜」（第7話）
作詞・作曲 - 影山ヒロノブ / 編曲 - 須藤賢一 / 歌 - JAM Project

### 各話リスト
サブタイトルはタロットカードの役から付けられており、サブタイトルが逆位置の場合、表記上太字の部分で示した。
| 話数   | サブタイトル                | 脚本       | 絵コンテ   | 演出                       | 作画監督                                                        | 作画監督                                               | 総作画監督 |
| 話数   | サブタイトル                | 脚本       | 絵コンテ   | 演出                       | キャラクター                                                    | メカ                                                   | 総作画監督 |
| ------ | --------------------------- | ---------- | ---------- | -------------------------- | --------------------------------------------------------------- | ------------------------------------------------------ | ---------- |
| 第1話  | 星 THE STAR                 | 森田繁     | 佐藤英一   | 高島大輔                   | 丸藤広貴                                                        | 大河広行 ブリュネ・スタニスラス                        | 丸藤広貴   |
| 第2話  | 恋人 THE LOVERS             | 森田繁     | 田所修     | 筑紫大介                   | 長坂寛治                                                        | 大河広行 ブリュネ・スタニスラス 酒井智史（エフェクト） | 丸藤広貴   |
| 第3話  | 戦車 THE CHARIOT            | 熊谷純     | 松田清     | 松田清                     | 渡部貴善                                                        | 大河広行 酒井智史（エフェクト）                        | 清水貴子   |
| 第4話  | 魔術師 THE MAGICIAN         | 三井秀樹   | 博多正寿   | 上野史博                   | 成松義人、津熊健徳                                              | 大河広行 酒井智史（エフェクト）                        | 丸藤広貴   |
| 第5話  | 塔 THE TOWER                | 待田堂子   | 西澤晋     | 朝木幸彦                   | 蒼依ふたば                                                      | 大河広行 酒井智史（メカ・エフェクト）                  | 清水貴子   |
| 第6話  | 力 STRENGTH                 | 深森らえる | 安田賢司   | 近藤一英                   | 後藤麻梨子                                                      | 大河広行 酒井智史（メカ・エフェクト）                  | 椛島洋介   |
| 第7話  | 秘儀王 THE HIEROPHANT       | 森田繁     | 西澤晋     | 林宏樹                     | 森前和也、加藤里香 永野孝明                                     | 大河広行 酒井智史（メカ・エフェクト）                  | 丸藤広貴   |
| 第8話  | 棒 WANDS                    | 待田堂子   | 宮浦栗生   | 高田淳                     | 田辺謙司                                                        | 大河広行 酒井智史（メカ・エフェクト）                  | -          |
| 第9話  | 月 THE MOON                 | 熊谷純     | 西本由紀夫 | 西本由紀夫                 | 柴田健児、長坂寛治                                              | 大河広行 酒井智史（メカ・エフェクト）                  | 椛島洋介   |
| 第10話 | 節制 TEMPERANCE             | 熊谷純     | 博多正寿   | 高島大輔                   | 渡部貴善、長坂寛治                                              | 大河広行                                               | 丸藤広貴   |
| 第11話 | 死神 DEATH                  | 森田繁     | 小野勝巳   | 石川俊介                   | 後藤麻梨子、塩川貴史                                            | 大河広行                                               | 清水貴子   |
| 第12話 | 愚者 THE FOOL               | 待田堂子   | 三條なみみ | 畠山茂樹                   | 熊田明子、鎌田均 安田祥子、武本大介                             | 大河広行                                               | 椛島洋介   |
| 第13話 | 剣 ACE of SWORDS            | 待田堂子   | 西本由紀夫 | 筑紫大介                   | 関口雅浩、丸藤広貴                                              | 大河広行                                               | 丸藤広貴   |
| 第14話 | 女帝 THE EMPRESS            | 森田繁     | 安田賢司   | 近藤一英                   | 長坂寛治、大久保義之 渡部貴喜                                   | 大河広行                                               | 清水貴子   |
| 第15話 | 吊るされた男 THE HANGED MAN | 熊谷純     | 安田賢司   | 上野史博                   | 服部憲知、高乗陽子 津熊健徳                                     | 大河広行                                               | 丸藤広貴   |
| 第16話 | 聖杯 ACE of CUPS            | 待田堂子   | 西本由紀夫 | 秦義人                     | 福島豊明、南伸一郎                                              | 大河広行 酒井智史（エフェクト）                        | 清水貴子   |
| 第17話 | 隠者 THE HERMIT             | 森田繁     | 博多正寿   | 水本葉月 筑紫大介 小高義規 | 後藤麻梨子、大久保義之 内田孝                                   | 大河広行 酒井智史（エフェクト）                        | 丸藤広貴   |
| 第18話 | 皇帝 THE EMPEROR            | 熊谷純     | 西澤晋     | 畠山茂樹                   | 武本大介、安田祥子 熊田明子、池原百合子                         | 大河広行                                               | 清水貴子   |
| 第19話 | 運命の輪 WHEEL of FORTUNE   | 待田堂子   | 西澤晋     | 岩田義彦                   | 太田都、安田修平 永野孝明、竹上貴雄 藤原潤、諸石美雪 丸岡功治   | 大河広行                                               | 丸藤広貴   |
| 第20話 | 太陽 THE SUN                | 森田繁     | 石川俊介   | 石川俊介                   | 長坂寛治、渡部貴喜                                              | 大河広行                                               | 清水貴子   |
| 第21話 | 正義 JUSTICE                | 熊谷純     | 平田智浩   | 近藤一英                   | 前澤弘美、内田孝 大久保義之                                     | 大河広行                                               | 丸藤広貴   |
| 第22話 | 悪魔 THE DEVIL              | 待田堂子   | 西澤晋     | 緒方隆秀                   | 田辺謙司                                                        | 大河広行                                               | -          |
| 第23話 | 世界 THE WORLD              | 森田繁     | 西本由紀夫 | 筑紫大介                   | 長坂寛治、後藤麻梨子 熊谷勝弘、大久保義之 内田孝、渡部貴善      | 大河広行                                               | 清水貴子   |
| 第24話 | 審判 JUDGEMENT              | 熊谷純     | 佐藤英一   | 石川俊介 高島大輔          | 丸藤広貴、清水貴子 長坂寛治、内田孝 田中知江、渡部貴喜 佐藤寿子 | 大河広行                                               | 丸藤広貴   |

### 放送局
| 放送地域       | 放送局             | 放送期間                | 放送日時                     | 放送系列                                 | 備考                            |
| -------------- | ------------------ | ----------------------- | ---------------------------- | ---------------------------------------- | ------------------------------- |
| 関東広域圏     | テレビ東京         | 2014年1月6日 - 6月23日  | 月曜 1:05 - 1:35（日曜深夜） | テレビ東京系列                           | 製作委員会参加                  |
| 大阪府         | テレビ大阪         | 2014年1月7日 - 6月24日  | 火曜 1:15 - 1:45（月曜深夜） | テレビ東京系列                           |                                 |
| 愛知県         | テレビ愛知         | 2014年1月7日 - 6月24日  | 火曜 3:05 - 3:35（月曜深夜） | テレビ東京系列                           |                                 |
| 北海道         | テレビ北海道       | 2014年1月8日 - 6月25日  | 水曜 2:35 - 3:05（火曜深夜） | テレビ東京系列                           |                                 |
| 韓国全域       | ANIPLUS            | 2014年1月9日 - 6月26日  | 木曜 0:00 - 0:30（水曜深夜） | CS放送、IP放送 ケーブルテレビ ネット配信 | 韓国語字幕あり                  |
| 岡山県・香川県 | テレビせとうち     | 2014年1月9日 - 6月26日  | 木曜 2:10 - 2:40（水曜深夜） | テレビ東京系列                           |                                 |
| 福岡県         | TVQ九州放送        | 2014年1月10日 - 6月27日 | 金曜 3:00 - 3:30（木曜深夜） | テレビ東京系列                           |                                 |
| 日本全域       | AT-X               | 2014年1月10日 - 6月27日 | 金曜 22:30 - 23:00           | CS放送                                   | 製作委員会参加 リピート放送あり |
| 日本全域       | ニコニコ生放送     | 2014年1月11日 - 6月28日 | 土曜 0:00 - 0:30（金曜深夜） | ネット配信                               |                                 |
| 日本全域       | ニコニコチャンネル | 2014年1月11日 - 6月28日 | 土曜 0:30 更新（金曜深夜）   | ネット配信                               |                                 |
| 日本全域       | バンダイチャンネル | 2014年1月17日 - 7月4日  | 金曜 12:00 更新              | ネット配信                               |                                 |
| 日本全域       | dアニメストア      | 2014年1月24日 - 7月11日 | 金曜 12:00 更新              | ネット配信                               |                                 |

### 関連商品

#### BD / DVD
| 巻 | 発売日         | 収録話          | 規格品番  | 規格品番  |
| 巻 | 発売日         | 収録話          | BD        | DVD       |
| -- | -------------- | --------------- | --------- | --------- |
| 1  | 2014年4月25日  | 第1話 - 第3話   | ZMXZ-9191 | ZMBZ-9201 |
| 2  | 2014年5月28日  | 第4話 - 第6話   | ZMXZ-9192 | ZMBZ-9202 |
| 3  | 2014年6月25日  | 第7話 - 第9話   | ZMXZ-9193 | ZMBZ-9203 |
| 4  | 2014年7月30日  | 第10話 - 第12話 | ZMXZ-9194 | ZMBZ-9204 |
| 5  | 2014年8月27日  | 第13話 - 第15話 | ZMXZ-9195 | ZMBZ-9205 |
| 6  | 2014年9月24日  | 第16話 - 第18話 | ZMXZ-9196 | ZMBZ-9206 |
| 7  | 2014年10月29日 | 第19話 - 第21話 | ZMXZ-9197 | ZMBZ-9207 |
| 8  | 2014年11月26日 | 第22話 - 第24話 | ZMXZ-9198 | ZMBZ-9208 |

#### CD
| 発売日        | タイトル                                                                   | 規格品番   |
| ------------- | -------------------------------------------------------------------------- | ---------- |
| 2014年3月26日 | ノブナガ・ザ・フール オリジナルサウンドトラック Vol.1                      | LACA-15390 |
| 2014年4月16日 | ノブナガ・ザ・フール キャラクターソング Vol.1 オダ・ノブナガ               | LACM-14221 |
| 2014年4月16日 | ノブナガ・ザ・フール キャラクターソング Vol.2 トヨトミ・ヒデヨシ           | LACM-14222 |
| 2014年5月14日 | ノブナガ・ザ・フール キャラクターソング Vol.3 ジャンヌ・カグヤ・ダルク     | LACM-14223 |
| 2014年5月14日 | ノブナガ・ザ・フール キャラクターソング Vol.4 イチヒメ                     | LACM-14224 |
| 2014年6月25日 | ノブナガ・ザ・フール キャラクターソング Vol.5 ヒミコ                       | LACM-14225 |
| 2014年6月25日 | ノブナガ・ザ・フール キャラクターソング Vol.6 ガイウス・ユリウス・カエサル | LACM-14226 |

## 書誌情報

### 漫画
第2巻以降のストーリー展開は、アニメ版とは全く異なるものになっている。
- 大関詠嗣 『ノブナガ・ザ・フール』 角川書店〈カドカワコミックス・エース〉、既刊2巻
  1. 2015年1月10日発売、ISBN 978-4-04-811111-9
  2. 2015年2月10日発売、ISBN 978-4-04-811112-6

### 関連書籍
- カズキヨネ 『ノブナガ・ザ・フール カズキヨネデザインワークス』 一迅社、2014年9月2日発売、ISBN 978-4-75-801400-7

## ゲーム
ノブナガ・ザ・フール 戦乱のレガリア
- iOS端末向け：2014年7月1日
- Android端末向け：2014年7月8日

いずれも2015年3月31日をもって配信終了。
- メーカー：バンク・オブ・イノベーション

上記のゲームの他に以下のゲームに作品が参加している。
- 嫁コレ（スマートフォン（iOS・Android）向けのボイス付きカードコレクションゲームアプリ） - 参加キャラクターはオダ・ノブナガ（2014年3月18日）、ジャンヌ・カグヤ・ダルク（2014年3月18日）、ガイウス・ユリウス・カエサル（2014年9月26日）。
- KRITIKA（オンラインアクションRPG） - 2014年3月26日から6月30日にかけて本作のアバター衣装などが提供された。
- 戦国大戦 - 1615 大坂燃ゆ、世は夢の如く-（トレーディングカードアーケードゲーム） - オダ・ノブナガをモデルにした織田信長がボイス付で2015年6月18日より参加した。